# Bharagonalia maculigera
Bharagonalia maculigera är en insektsart som beskrevs av Young 1986. Bharagonalia maculigera ingår i släktet Bharagonalia och familjen dvärgstritar. Inga underarter finns listade i Catalogue of Life.